# Deutsche Börse Photography Foundation
Die Deutsche Börse Photography Foundation gGmbH ist eine 2015 gegründete gemeinnützige Stiftung mit Sitz in Frankfurt am Main. Die Deutsche Börse hat der Stiftung ihr kulturelles Engagement übertragen, insbesondere in den Bereichen Sammeln, Ausstellen und Fördern zeitgenössischer Fotografie. Mit der Art Collection Deutsche Börse verfügt sie über eine Sammlung, die um die 2.300 Werke von rund 170 internationalen Künstlern aus 32 Nationen umfasst.
Im Jahr 1999 begann die Deutsche Börse zeitgenössische Fotografie zu sammeln und zu fördern. Ergänzend dazu unterstützte sie zahlreiche Fotografieprojekte anderer Institutionen als Förderer und Sponsor.

## Sammeln
Die Art Collection Deutsche Börse ist eine Sammlung internationaler zeitgenössischer Fotografie. Sie umfasst rund 2.300 Werke von 170 Künstlern. Die Sammlung besteht seit 1999 und wird seitdem stetig erweitert. Sie widmet sich den zentralen Themen der zeitgenössischen Fotografie ab der Mitte des 20. Jahrhunderts. Der Bogen an Sujets spannt sich von Landschaftsaufnahmen über Porträts, Stillleben und Interieurs bis hin zur Straßenfotografie. Ausgenommen sind nur die Themen Mode- und Aktfotografie.
Die Deutsche Börse Photography Foundation verantwortet die Weiterentwicklung, Präsentation und den Erhalt der Kunstsammlung der Deutschen Börse.

### Künstler der Sammlung
Klassiker der zeitgenössischen Fotografie wie Stephen Shore, Paul Almasy, Bernd und Hilla Becher und ihre Schüler – darunter Andreas Gursky, Candida Höfer oder Thomas Ruff – treten in einen Dialog mit neueren Positionen junger Fotokünstler wie Pieter Hugo, Jessica Backhaus, Regine Petersen und Tobias Zielony. Zu den wichtigsten Vertretern aus dem Bereich der Reportage zählen Barbara Klemm, Philip Jones Griffiths, Anja Niedringhaus oder Thomas Hoepker.

### Kataloge der Sammlung
Unter dem Titel „XL Photography“ wurden bisher sieben Bildbände zur Art Collection Deutsche Börse veröffentlicht. Fast alle Werke der Sammlung werden darin mit Abbildungen präsentiert, Texte führen in das Werk jedes Künstlers ein.

## Ausstellen
Die Deutsche Börse Photography Foundation zeigt auf den Ausstellungsflächen in der Unternehmenszentrale der Deutschen Börse in Eschborn drei bis vier Ausstellungen im Jahr. Neben dem wechselnden Ausstellungsprogramm hängen die Werke auch in den Büroflächen der Börse und in weiteren Ausstellungsorten in der ganzen Welt. Die Ausstellungen speisen sich oftmals aus der Sammlung der Deutschen Börse und haben thematische Schwerpunkte wie „The Female Portrait“ oder „Human Nature“. Zudem werden jedoch auch immer wieder Ausstellungen aus anderen Häusern gezeigt, mit denen die Stiftung kooperiert: darunter „Magnum Contact Sheets“ oder „Gordon Parks. I Am You“. Im Rahmen des Ausstellungsprogramms werden auch Arbeiten der Künstler ausgestellt, die für den Deutsche Börse Photography Foundation Prize nominiert sind, der gemeinsam mit der The Photographers Gallery in London vergeben wird. Daneben sind Arbeiten der jeweiligen FOAM Talents des Fotografiemuseum Amsterdam Teil des Ausstellungsprogramms.

## Fördern
Die Stiftung unterstützt junge Künstler in Form von Auszeichnungen, Stipendien, Ausstellungen und Kooperationen mit anderen Institutionen, wie dem Foam Talents Programm des FOAM Fotografiemuseum Amsterdam. Weitere Schwerpunkte sind die Unterstützung von Ausstellungsprojekten internationaler Museen und Institutionen sowie der Ausbau von Plattformen für den wissenschaftlichen Austausch über das Medium.

### Deutsche Börse Photography Foundation Prize
Der Deutsche Börse Photography Foundation Prize wird jährlich an einen zeitgenössischen Fotokünstler vergeben, der im Vorjahr in Form einer Ausstellung oder Publikation einen bedeutenden Beitrag zu Fotografie in Europa geleistet hat.
Der Preis wurde 1996 von der Photographer’s Gallery London ins Leben gerufen. Die Deutsche Börse war seit 2005 Titelsponsor der mit 30.000 Pfund dotierten Auszeichnung. Seit Gründung der Deutsche Börse Photography Foundation im Jahr 2015 engagiert sich diese als Partner der Photographers’ Gallery und führt die Vergabe der Auszeichnung unter dem heutigen Titel fort.
Die Kandidaten des Preises werden von der Academy, einer Gruppe von über 100 internationalen Fotografie-Experten, vorgeschlagen. Eine jährlich wechselnde internationale Jury entscheidet daraufhin, welche vier Fotografen an der Finalisten-Ausstellung teilnehmen. Aus diesen Finalisten wählt sie dann in einer zweiten Sitzung den Gewinner aus. Die Preisverleihung findet in der Photographers’ Gallery London statt.

### Nachwuchsförderung
Jungen Künstlern die Gelegenheit zu geben, ihre Werke einer breiten Öffentlichkeit zu präsentieren und sie auf ihrem Weg zu begleiten, ist ein Anliegen der Stiftung. Sie fördert sie durch Auszeichnungen, Stipendien und Ausstellungen. Als aktiver Partner setzt sie sich für die Entwicklung der zeitgenössischen Fotografie ein und kooperiert dabei mit verschiedenen Kulturinstitutionen. Hierzu zählen verschiedene Förderprogramme, darunter das Foam Talents Programm des FOAM Fotografiemuseum Amsterdam.

### Wissenschaftlicher Dialog
Die Stiftung fördert den wissenschaftlichen Austausch zum Thema Fotografie. Gemeinsam mit anderen Partnern entwickelt sie Formate und schafft Plattformen, die Interessierte mit Künstlern, Kritikern, Kuratoren und Wissenschaftlern in einen Dialog bringen. Dafür greift die Stiftung auf ein internationales Kooperationsnetzwerk aus Museen, Hochschulen und weiteren Institutionen zurück. Es werden Veranstaltungsreihen zu aktuellen Themen der Fotoszene ausgerichtet, Symposien und Vorträge organisiert und Künstler zu Werkgesprächen mit der Öffentlichkeit eingeladen.

### Ausstellungskooperationen
Zusätzlich zu dem Ausstellungsprogramm am Hauptsitz der Deutschen Börse in Eschborn entwickelt die Stiftung weitere Kooperationen mit Kulturinstitutionen im In- und Ausland. 2014 gastierte ihre Kunstsammlung mit Werken zum Thema „Human Nature“ im NRW-Forum Düsseldorf im Rahmen des Düsseldorf Photo Weekend. Seit der ersten Ausgabe der RAY Fotografieprojekte Frankfurt/Rhein Main im Jahr 2012 ist die Art Collection überdies ein wichtiger Partner dieser neuen Fototriennale. Sie gestaltet RAY sowohl über Leihgaben als auch als Ausstellungsort aktiv mit. Anne-Marie Beckmann ist als Kuratorin der Sammlung Mitglied des RAY Kuratoren-Teams. In Kooperation mit dem Museum für Moderne Kunst Frankfurt wurden 2015 sowie 2017 die Sonderausstellungen zum Deutsche Börse Photography Prize als Teil von RAY im MMK 3 gezeigt. Auch 2018 war der Deutsche Börse Photography Foundation Prize im Rahmen von RAY 2018 im MMK 3 zu sehen.